# أنتونوف أن-24

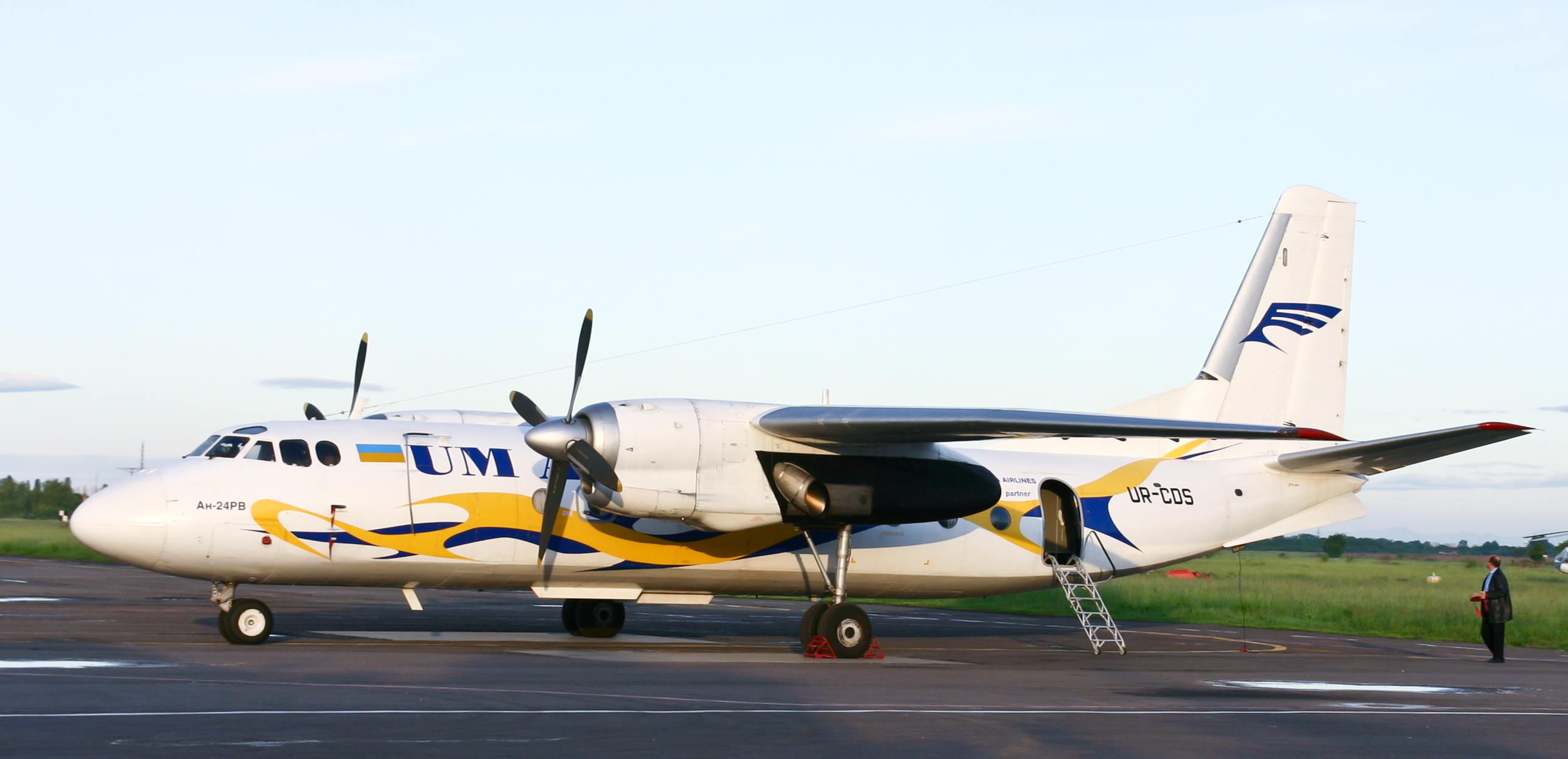
أنتونوف إيه إن-24

أنتونوف إيه إن-24 (بالإنجليزية: Antonov An-24) هي طائرة نقل سوفيتية من إنتاج شركة أنتونوف. حلقت أول مرة عام 1959، وتم إنتاج 1,367 طائرة منها، 880 منها لا تزال في الخدمة على مستوى العالم.
تحتوي النسخة الأصلية للنقل على 44 مقعدًا، وأُنتج العديد منها. تُستخدم الطائرة من جانب القوات الجوية للعديد من الدول، إلا انها أيضا مستخدمة كطائرة نقل مدني في العديد من الخطوط الجوية حول العالم.